# Parasericostoma corniculatum
Parasericostoma corniculatum är en nattsländeart som beskrevs av Oliver S. Flint Jr. 1983. Parasericostoma corniculatum ingår i släktet Parasericostoma och familjen krumrörsnattsländor. Inga underarter finns listade i Catalogue of Life.